# Maria Hartmann (Missionarin)

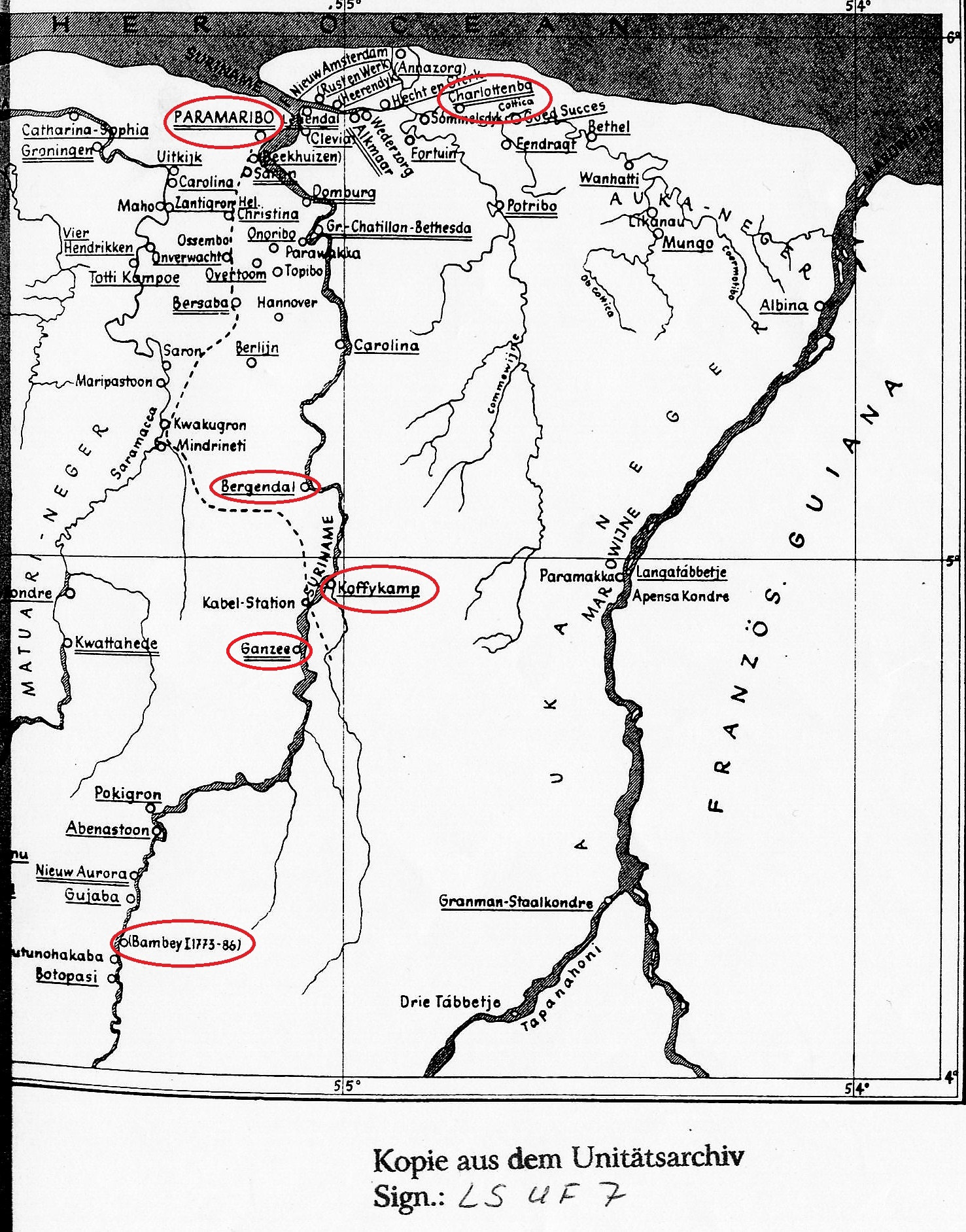
Missionsstationen der Maria Hartman-Lobach in Suriname, Karte aus 1907

Maria Hartmann, geborene Lobach (* 11. Dezember 1798 in Turnow; † 30. Dezember 1853 in Paramaribo, Suriname) war eine Missionarin der Herrnhuter Brüdergemeine.

## Leben

### Jugend
Über die Kindheit und Jugend der in der Niederlausitz, im heutigen Bundesland Brandenburg geborenen Maria Lobach ist nicht viel bekannt. Sie besuchte die Dorfschule in ihrem Geburtsort, aber bekam keinen Schreibunterricht, da der Schulleiter das für Mädchen unnötig hielt. Sie hatte sich erst später das Lesen und Schreiben angeeignet. Zu einem unbekannten Zeitpunkt begann Maria Lobach in einer Wäscherei und danach als Köchin in der Ökonomie des Schwesternhauses zu Herrnhut.

### Heirat, Tätigkeit als Missionarin
Der in Gebhardsdorf, Niederschlesien geborene Johannes Gottlieb Hartmann (1796–1844), hatte das Schneiderhandwerk gelernt und kam 1823 nach Herrnhut. In die Gemeinde aufgenommen, bekleidete er das Amt des Aufsehers im Pensions-Pädagogium zu Großhennersdorf, bevor er 1826 den Ruf zum Missionsdienst nach Suriname erhielt. Einige Wochen später bestimmte das Los, dass Maria Lobach seine Frau werden sollte. Bei den Herrnhutern war es Brauch, bei schwierigen Entscheidungen das Schicksal mit Hilfe von Würfeln zu befragen. Dagegen wurde nie protestiert, weil es als Gottes Wille angesehen wurde. Johannes Gottlieb Hartmann und Maria Lobach heirateten am 12. September 1826 und begannen ihre Reise nach Suriname bereits drei Tage später. Am 8. Dezember 1826 erreichten sie gemeinsam Paramaribo.

### Suriname
Sie verbrachten die ersten acht Jahre ihres Dienstes in Paramaribo, hier konnten sie die Sprache der Sklaven, Sranan, und die der Kolonisten, niederländisch, lernen und gleichzeitig ihren Lebensunterhalt verdienen. Bruder Johannes bekam Arbeit in der Schneiderei der Missionsfirma C. Kersten & Co, Schwester Maria half beim gemeinsamen Haushalt der Missionare.

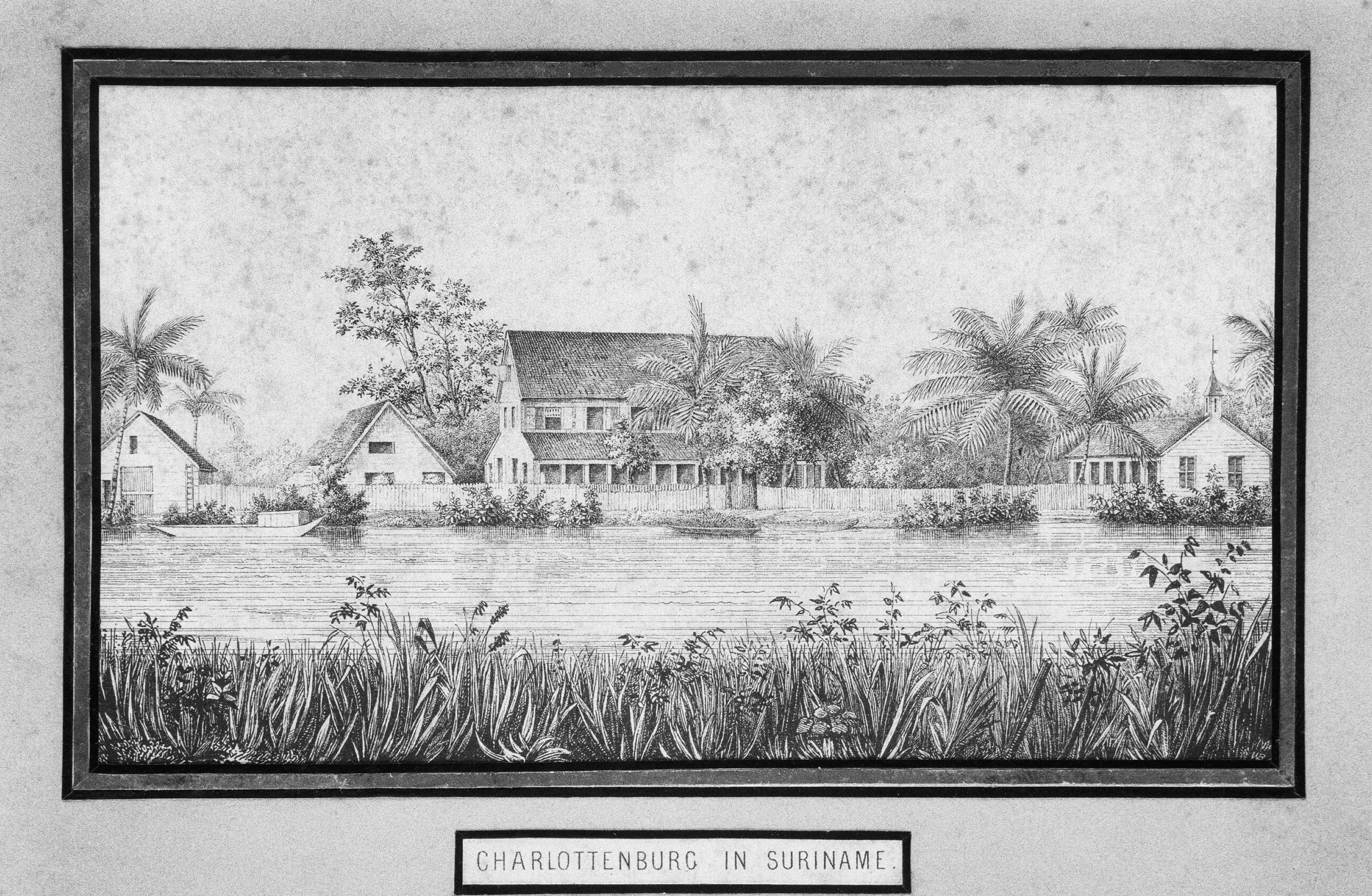
Missionsstation Charlottenburg circa 1860

### Charlottenburg
In 1835 wurde die verfallene Kaffeeplantage Charlottenburg am Cotticafluss durch die 1828 gegründete Gesellschaft zur Ausbreitung des Christentums unter den Sklaven (kurz: Haagsche Maatschappij) gekauft und der Brüdergemeine zur Verfügung gestellt.
Im selben Jahr fuhren drei Missionarsehepaare, darunter die Hartmanns, in einem Ruderboot zur neuen Missionsstation nach Charlottenburg. Oft begleiteten die Frauen ihre Männer auf ihren Bootsreisen zu den Plantagen im weiten Umfeld und blieben manchmal wochenlang weg. Während die Brüder mit der Bekehrung begannen, besuchten die Schwestern kranke Sklaven und gaben Leseunterricht.
Nachdem ihr Mann an Tropenfieber erkrankte und das Fieber nicht zurückgehen wollte, begleitete Maria ihn für eine bessere medizinische Behandlung nach Paramaribo, wo Johann Gottlieb Hartmann kurz nach der Ankunft am 5. Mai 1844 verstarb.

### Landesinnere
Nachdem Maria Hartmann-Lobach nach dem Tod ihres Mannes in Paramaribo geblieben war und den gemeinschaftlichen Haushalt der Herrnhuter geführt hatte, wurde im Jahre 1846 ihrem mehrfach geäußerten Wunsch stattgegeben, um im Buschland Missionsarbeit zu verrichten. Als Basisstation wählte sie die Plantage Berg en Dal, wo ihr ein Haus zur Verfügung gestellt wurde und bereits 1839 eine Kirche der Brüdergemeine errichtet wurde. Von hier aus besuchte und lebte sie zeitweilig u. a. in den Saramaccaner Dörfern Bambey, Ganzee und Koffiekamp. In den 1960er Jahren verschwanden Ganzee und Koffiekamp im Brokopondo-Stausee.
Ende 1853 war sie von Bambey nach Koffiekamp gereist, wo die Christengemeinde des Dorfes eine kleine Kirche gebaut hatten. Aus diesem Anlass sollte ein Missionsehepaar aus Paramaribo zur Einweihung anreisen. Maria, die bereits seit Jahren an Elephantiasis litt, erkrankte hier schwer und erst vier Wochen später erreichte die Botschaft ihre Glaubensgemeinschaft in der Stadt, die sofort ein Boot nach Koffiekamp schickte, um sie von dort abzuholen. Kurz vor dem Weihnachtsfest, am 22. Dezember 1853 kam sie in Paramaribo an. Sie starb hier am 30. Dezember 1853 und wurde am folgenden Tag auf dem Herrnhuter-Friedhof Maria's Rust neben ihrem Mann begraben.

### Kinder
Das Ehepaar Hartmann-Lobach hatte insgesamt fünf Kinder, wovon eine, Christiane Luise (1834–1840) bereits früh gestorben war. Die übrigen Johann Heinrich (1827–1900), Juliane Christiane (1829–1903), Johann Adolf Hieronymus (1831–1906) und Maria Elisabeth Heyde (1837–1917) verließen bereits mit dem Erreichen des Schulalters ihre Eltern und damit Suriname. In Kleinwelka in der Oberlausitz kamen sie auf das Herrnhuter Internat.
Außer von Maria Heyde ist bekannt, dass auch ihre beiden Brüder im Herrnhuter Missionsdienst waren:
Johann Heinrich Hartmann, geboren am 6. September 1827 in Paramaribo, der bereits zu Lebzeiten seiner Mutter, ab 1849 in Genadendal (Südafrika) tätig war. Er kehrte 1881 nach Europa zurück und starb am 24. Februar 1900 in Herrnhut.
Johann Adolf Hieronymus Hartmann, geboren am 31. Oktober 1831 in Charlottenburg, Suriname (die Eltern waren demnach bereits vor dem Kauf der Plantage hier ansässig). Er arbeitete zunächst als Lehrer an der Moravian Church Knabenschule in Fulneck, England. Nach der Heirat mit Mary Hines in 1863 war er als Missionar dann zunächst in Ebenezer, Australien, 1873 in New Fairfield, Kanada und 1884 in Alaska tätig. Im Jahre 1896 trat er in den Ruhestand und zog nach Nazareth, Pennsylvania, wo er am 19. November 1906 starb.